# Louis Coenen (1834-1900)
Ludovicus Antonius Coenen (Rotterdam, 26 juni 1834 - New York, 5 mei 1900) was een Nederlands violist, die naar de Verenigde Staten vertrok.
Hij was zoon van musicus Louis Coenen en Anna Francisca Schmidt. Broers en zusters kwamen ook in de muziek terecht. Zijn neef Louis Coenen was een bekend pianist in Nederland. Hij huwde zelf de Amerikaanse Elizabeth R. Pierce uit New York) en werd op zijn huwelijk toegezongen door het plaatselijk kerkkoor. In 1899 liet hij zich tot Amerikaan naturaliseren. Hij kon er maar korte tijd van genieten, want overleed het jaar daarop. Dochter Josephine C. Coenen huwde bankemployee en politicus Ezra Douglas Whitaker.
Hij kreeg zijn muziekopleiding van zijn vader en vertrok rond 1858 naar Massachusetts. Hij speelde daar mee met het plaatselijke Gilmore’s Orchestra en was solist bij een aantal philharmonische concerten in Boston. Hij concerteerde mede onder de naam Gebroeders Coenen, de andere was Willem Coenen. Hij richtte in Springfield (Massachusetts) zijn eigen orkest op (Coenen Orchestra). Coenen was een centraal figuur in de muziekwereld van Springfield  Hij was er componist, violist, organist en koordirigent, maar voornamelijk ook organisator van concerten (Orpheus Club, dirigent 1874-1879).